# Échange de lettres

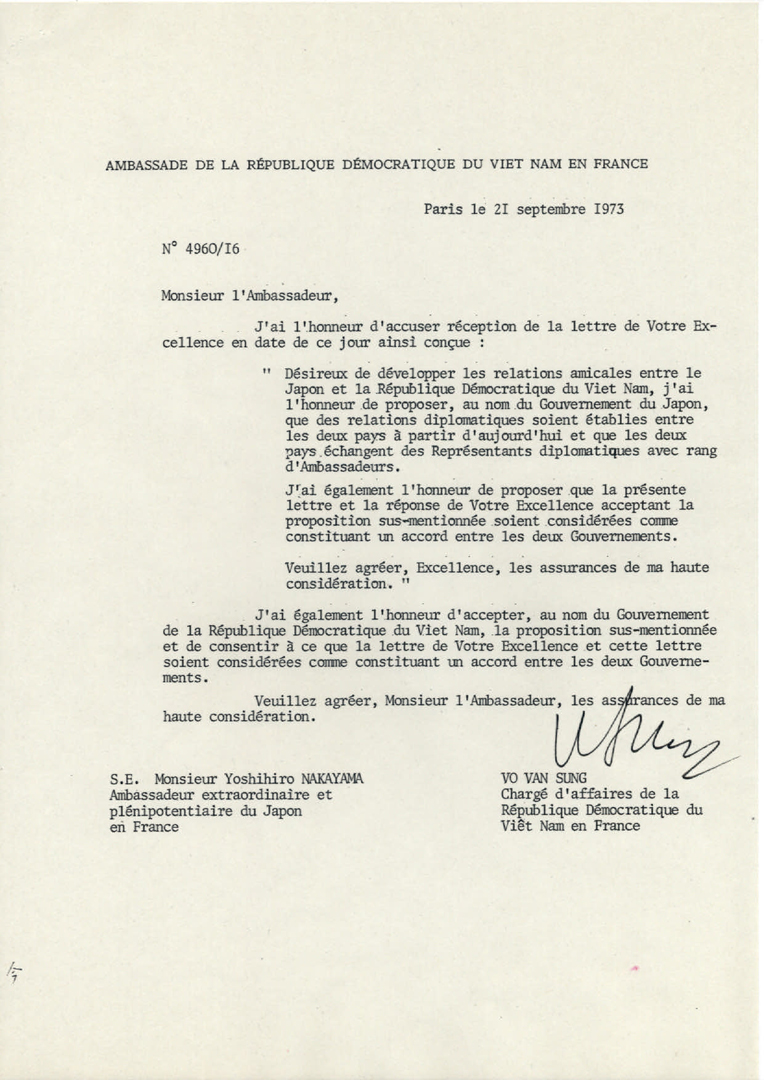
Original de la réponse du 21 septembre 1973 du chargé d'affaires nord-vietnamien en France à l'ambassadeur japonais en France, dans l'échange de notes par lequel sont établies les relations diplomatiques entre le Japon et le Nord-Viêt Nam.

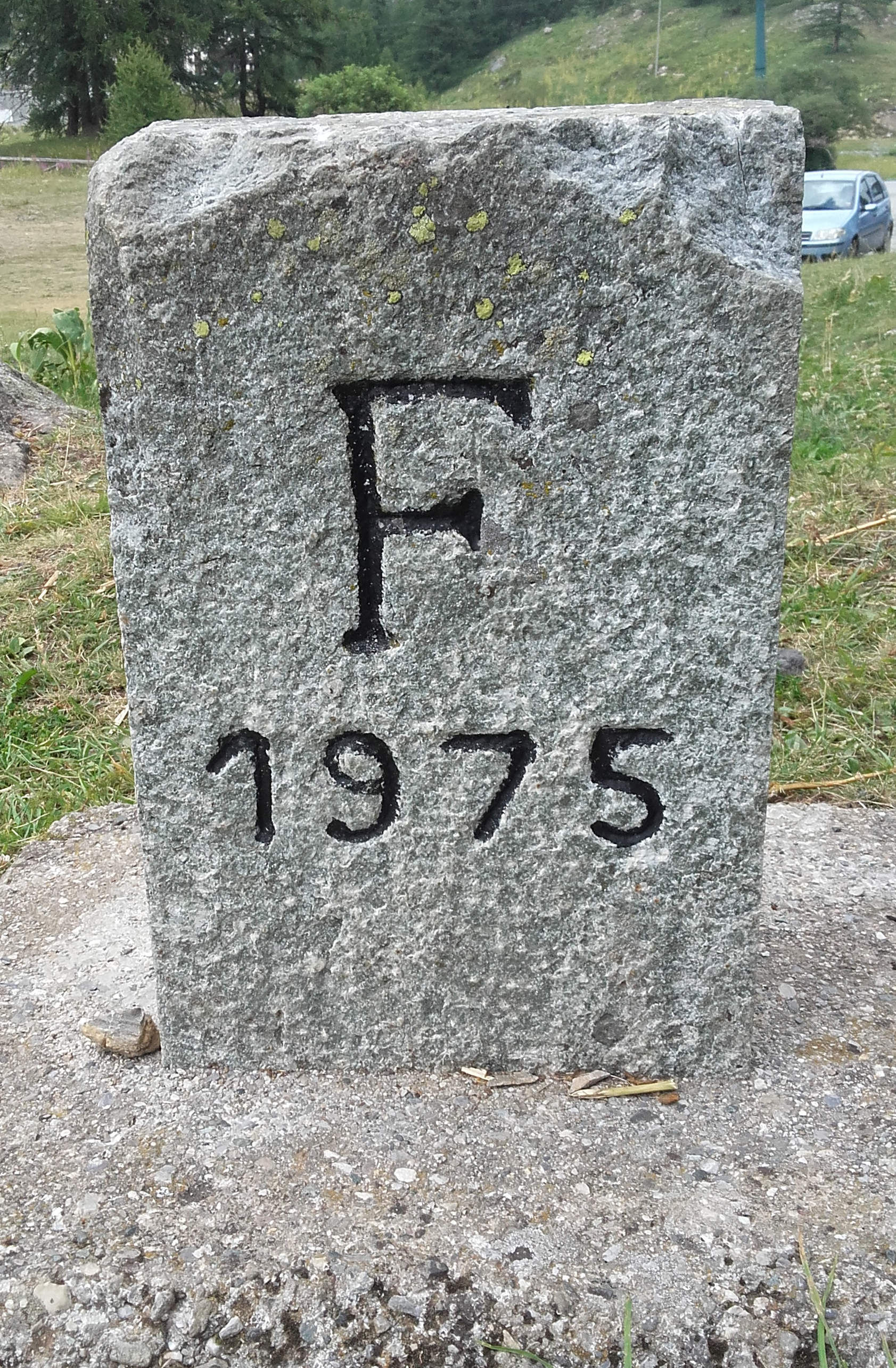
Borne posée en 1975 pour matérialiser la frontière franco-italienne entre Clavières et Montgenèvre, telle que rectifiée par un échange de lettres du 28 septembre 1967.

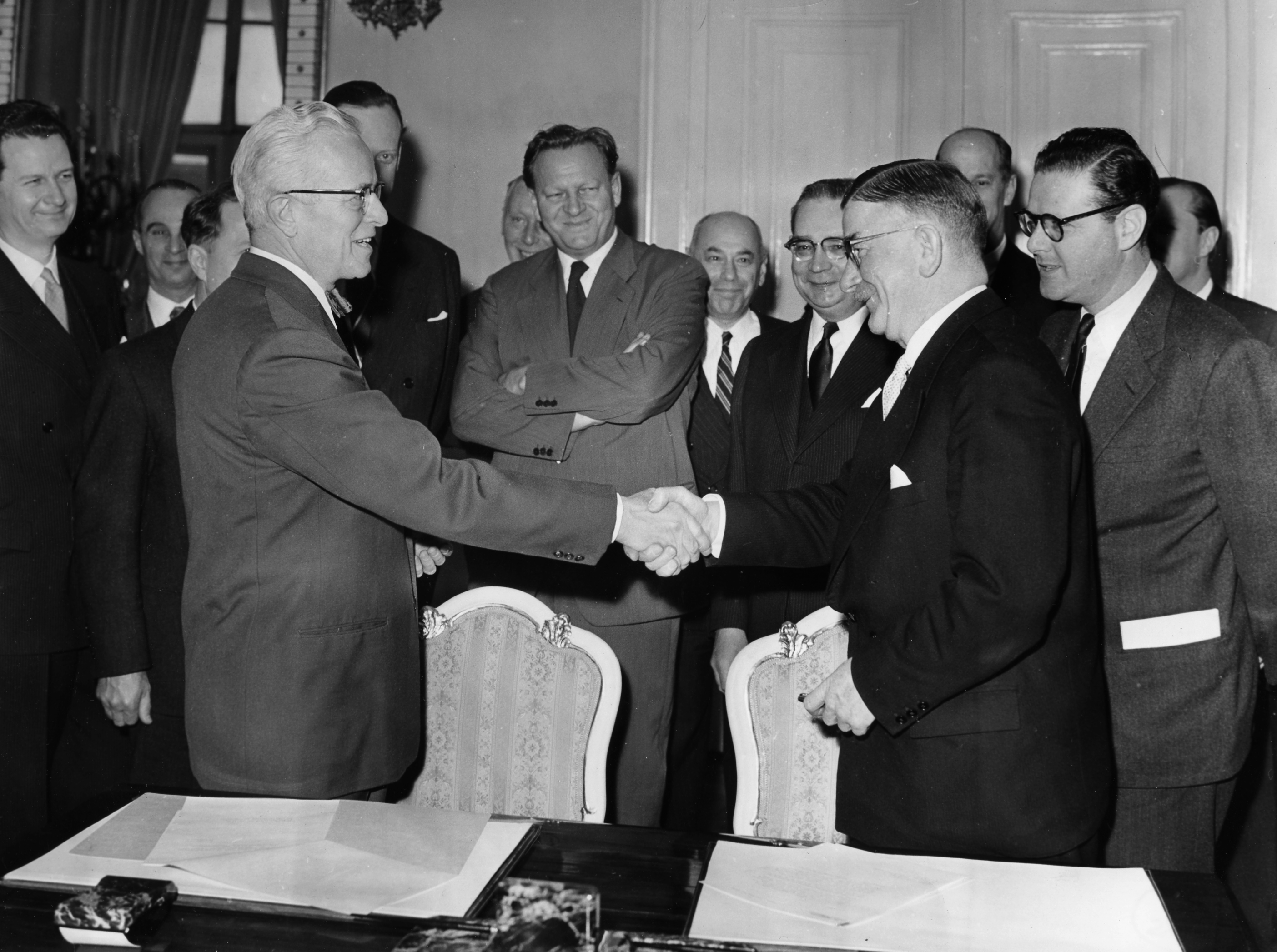
W. Sterling Cole, directeur de l'Agence internationale de l'énergie atomique (AIEA), et Leopold Figl, ministère des Affaires étrangères de l'Autriche, se serrent la main à Vienne le 26 février 1958, après un échange de notes par lequel l'accord de siège de l'AIEA, signé le 11 décembre 1957, prend effet le 1 mars 1958, permettant à l'AIEA de siéger sur le territoire autrichien (au Vienna International Centre).

Cet article concerne l'échange de lettres en droit international. Pour le sens général, voir Correspondance.
L'échange de lettres ou échange de notes est une forme simplifiée d'accord entre deux sujets de droit international public (États ou organisations internationales), conclu au moyen d'un échange de courrier ou de notes entre des diplomates les représentant.
Cet instrument diplomatique est réglé par la Convention de Vienne sur le droit des traités de 1969, à l'article 13 intitulé « Expression, par l'échange d'instruments constituant un traité, du consentement à être lié par un traité »,.
Il est généralement utilisé pour des textes concis, dans le cadre le cadre de relations courantes. On trouve toutefois un cas d'échange de lettres qui tend à régler le différend à l'origine d'un conflit armé, en septembre 1990, après la guerre Iran-Irak.